# Auterive (Alta Garonna)
Auterive è un comune francese di 9 211 abitanti situato nel dipartimento dell'Alta Garonna nella regione dell'Occitania.

## Storia
Sul sito di Auterive sono stati trovati strumenti del Neolitico, a testimonianza di una frequentazione dell'area già in epoca preistorica. La prima età del ferro ha lasciato sepolture del tipo campo di urne, nel sito detto « Collège Vieux ».
Dopo l'invasione romana, una società gallo-romana si sviluppò e prosperò in tutto il territorio. Poi la cristianizzazione impose la costruzione di molte chiese, lasciando un'impronta sul territorio. Durante il Medioevo, la città era divisa tra diversi signori. Nel XIII secolo, la città fu in buona parte distrutta durante la crociata contro gli albigesi. Nel XIV secolo Auterive fu devastata dalla peste, dalle guerre e dal brigantaggio e subì crudelmente le guerre di religione alla fine del XVI secolo. La parte principale della baronia, già acquisita dai Conti di Foix nel 1423, fu annessa al dominio reale da Enrico IV nel 1602.
Il suo vecchio ponte crollò nel 1599 e l'Ariège dovette essere attraversato in barca durante l'Ancien Régime. La ricostruzione della città, iniziata nel XVII secolo, si è proseguita nel secolo successivo con, tra l'altro, la creazione di una fabbrica reale che esportava carta di alta qualità in Oriente, e l'ampliamento e l'abbellimento della chiesa di Saint-Paul. Nel 1831, venne costruito il nuovo ponte dallo Stato, in cambio di un diritto di pedaggio per la durata di 99 anni, e un mulino per la farina; il porto sul fiume venne piano piano abbandonato per la più efficace ferrovia, arrivata nel corso del XIX secolo.

## Società

### Evoluzione demografica
Abitanti censiti

## Amministrazione

### Gemellaggi
- Fontanelle, dal 1989[7]
- Arenys de Mar
- Hermannsburg, dal 1979[8]